# Machinefabriek
Machinefabriek est le nom d'artiste du musicien, designer sonore et graphiste néerlandais Rutger Zuydervelt.

## Biographie
Rutger Zuydervelt est né le 28 juillet 1978 à Apeldoorn, aux Pays-Bas. Il a commencé à se produire sous le nom de Machinefabriek en 2004.
Mis à part quelques leçons de piano et de guitare étant enfant, Zuydervelt n'a pas étudié la musique mais le graphisme. Les pochettes de ses enregistrements sont quasiment toutes élaborées par l'artiste lui-même et font partie intégrante de l'œuvre musicale.
La musique de Machinefabriek relève, selon les enregistrements, de l'ambient, de la musique contemporaine, ou minimaliste, du drone et de l'enregistrement sonore en extérieur. Son travail relève du cinéma sans images.
Son premier disque, Marijn, sort en 2006 sur le label Lampse, et ce après que l'artiste a autoproduit quelques CD. Depuis lors il n'a cessé de sortir des enregistrements sur des labels aussi divers que Type, Home Normal, 12K, Spekk (pl), Dekorder, Digitalis, Experimedia ou Staalplaat (en).
L'artiste, très soucieux de se produire en public, a joué en Russie, en Israël, au Japon, au Canada, en Suisse, en Espagne, en République tchèque, en Allemagne, en Turquie et au Royaume-Uni.
Il a collaboré avec de nombreux musiciens, parmi lesquels Ralph Steinbrüchel, Aaron Martin, Peter Broderick (en), Frans de Waard, Wouter van Veldhoven, Simon Nabatov (en), Xela (en), Simon Scott, Steve Roden (en), Gareth Davis, Tim Catlin et Hilary Jeffery.
Machinefabriek collabore également avec des artistes visuels. Il a créé des pièces pour des chorégraphies, des films, des installations vidéo et des sculptures.
L'artiste réside à Rotterdam.

## Discographie

### Enregistrements solo
- Marijn (2006, Lampse/Burning World Recordings, CD, LP)
- Lenteliedjes (2006, Type Recordings, mini-CD-R, 7")
- Bijeen (2007, Kning Disk, CD)
- Ranonkel (2008, Burning World Records, CD)
- Dauw (2008, Dekorder, CD)
- Mort aux vaches (2008, Staalplaat (en), CD)
- Shuffle (2009, autoproduit, CDr)
- Daas (compilation, 2009, Cold Spring, CD)
- Vloed (compilation, 2010, Cold Spring, CD)
- Diorama (compilation, 2011, autoproduit, CDr)
- Sol Sketches (2011, autoproduit, CD)
- Veldwerk (compilation, 2011, Cold Spring, CD)
- Colour Tones (2012, Fang Bomb, CD)
- 15/15 (2012, WORM, 12 inch
- Stroomtoon (2012, Nuun Records, CD)
- Drum Solos (2014, Backwards, 12 Inch Vinyl)

### Collaborations
- Cello Recycling | Cello Drowning avec Aaron Martin (2007, Type Records, CD, 10")
- Box Music avec Stephen Vitiello (2008, 12k, CD)
- Blank Grey Canvas Sky avec Peter Broderick (en) (2009, Fang Bomb, CD, LP, mp3)
- Glisten avec Tim Catlin (2009, Low Point, CD)
- Drape avec Gareth Davis (2010, Home Normal, CD)
- The Hilary Jeffery Tape avec Hilary Jeffery (2010, autoproduit, cassette)
- Wurdskrieme avec Piiptsjilling (2010, Experimedia, CD, LP)
- Maastunnel/Mt.Mitake avec Celer (en) (2011, autoproduit, 7-inch avec deux vidéos de Marco Douma)
- Grower avec Gareth Davis (2011, Sonic Pieces, CD)
- Ghost Lanes avec Gareth Davis (2011, Dekorder, LP)
- Birds in a Box avec Stephen Vitiello (en) (2011, Nuun Records, CD)
- Mort Aux Vaches avec Peter Broderick (en) et Jan & Romke Kleefstra, Chris Bakker, Nils Frahm (2010, Staalplaat (en), CD)
- Bridges avec Gerco Hiddink, Steven Hess, Burkhard Beins, Jon Mueller, Erik Carlsson, Nate Wooley, Mats Gustafsson, Jim Denley et Espen Reinertsen (2011, autoproduit, double LP picture disc)
- One Man Nation & Machinefabriek avec One Man Nation (2012, The Unifiedfield, CD)
- Numa/Penarie avec Celer (en) (2011, autoproduit, 7-inch avec deux vidéos de Marco Douma)
- Lichtung avec Steve Roden (en) (2012, Eat, Sleep, Repeat, CD)
- Pierdrie avec Roel Meelkop and Marco Douma (2012, autoproduit, DVD)
- Hei/Sou avec Celer (en) (2011, autoproduit, 7-inch avec deux vidéos de Marco Douma)

## Autres travaux sonores

### Installations et travaux sur site
- Requim voor Polderplanten, installation avec STIL Buitenruimtes, Amsterdam, Pays-Bas, 2008
- concept Take a Closer Listen: livre et cartes postales à propos du son environnant et de son écoute
- Loops for Voerman, musique pour une sculpture de Rob Voerman (en), Utrecht, Pays-Bas, 2010
- Lichtung avec Steve Roden (en) et Sabine Bürger, vidéo, galerie Vayhinger, Radolfzell, Allemagne, 2010
- Ontrafelde Tonen, installation pour StreetCanvas, Haarlem, Pays-Bas, 2010
- Colour Tales, musique pour un projet de Lesley Moore, inspirée par Imants Ziedonis, WM Gallery, Amsterdam, Pays-Bas, 2011
- 15/15, installation sonore sur le Schouwburgplein, Rotterdam, Pays-Bas, 2011
- Pierdrie installation pour trois moniteurs et quatre haut-parleurs, avec Roel Meelkop et Marco Douma, galerie Hommes, Rotterdam, Pays-Bas, 2012
- Kamermuziek, bande-son pour une salle des machines, lors du festival « Hear It! » au Stedelijk Museum, Amsterdam, Pays-Bas, 2012
- Kamermuziek #2, bande-son interprétée en concert pendant trois heures lors de l'événement TENT's Sound Spectrums, Rotterdam, Pays-Bas, 2012
- Verstilde Tijd, bande-son pour l'exposition « Het Gebouw », Oud Amelisweerd country house, Bunnik, Pays-Bas, 2012

### Musiques de films et de scène
- Intermittent Movements, bandes-son pour une série de courts-métrages de John Price, Festival international du film de Rotterdam, Rotterdam, Pays-Bas, 2008
- Studies for a Figure on Stage, musique pour une performance de Bram Vreeswijk, Amsterdam, Pays-Bas, 2009
- EXIT, musique pour une performance chorégraphique de A Two Dogs Company, 2011
- In Your Star, musique du film de Makino Takashi, 2011
- Sol Sketches, musique du film documentaire de Chris Teerink sur Sol LeWitt, 2012
- What is seems to be/wat het lijkt te zijn, musique pour le film/installation de Sarah Payton, 2012
- Secret Photographs, musique du film de Mike Hoolboom (en) à propos des photographies de Alvin Karpis, 2012